# Pulau Palas
Pulau Palas is een bestuurslaag in het regentschap Indragiri Hilir van de provincie Riau, Indonesië. Pulau Palas telt 8978 inwoners (volkstelling 2010).